# Alopoglossus atriventris
Alopoglossus atriventris — вид ящірок родини Alopoglossidae. Мешкає в Південній Америці.

## Поширення і екологія
Alopoglossus atriventris мешкають на заході Амазонії в Бразилії (Акрі, захід Амазонасу), Колумбії, Еквадорі і Перу. Вони живуть у вологих рівнинних тропічних лісах, серед опалого листя, трапляються на узліссях і плантаціях. Зустрічаються на висоті від 130 до 1500 м над рівнем моря. Живляться тарганами, павуками, кониками і цвіркунами. Відкладають яйця.